# Christian Wegleitner
Christian Wegleitner (* 31. August 1978) ist ein ehemaliger österreichischer Fußballspieler und nunmehriger -trainer.

## Karriere

### Als Spieler
Wegleitner begann seine Karriere beim FC Illmitz. Mit Illmitz spielte er ab 1999 in der Landesliga. Zur Saison 2004/05 wechselte er zum FC Mönchhof. Zur Saison 2005/06 schloss er sich dem Landesligisten FC Deutschkreutz an, ehe er im Jänner 2006 wieder nach Mönchhof zurückkehrte. Zur Saison 2007/08 wechselte er zurück nach Illmitz, das inzwischen in die sechste Liga abgestiegen war. Mit Illmitz stieg er zu Saisonende wieder in die fünfthöchste Spielklasse auf. In Folge absolvierte er 118 Partien in der II. Liga, ehe er in der Winterpause 2013/14 seine Karriere als Aktiver beendete.

### Als Trainer
Wegleitner fungierte ab 2009/10 neben seiner Tätigkeit als Spieler auch als Trainer des FC Illmitz, den er bis 2012/13 coachte. Im Jänner 2014 wurde er Co-Trainer von Harald Suchard in der U-15-Akademiemannschaft des FC Admira Wacker Mödling. Zur Saison 2014/15 rückte er zur U-16-Mannschaft auf, die er dann ab der Saison 2015/16 selbst trainierte. In der Saison 2016/17 führte er den Jahrgang dann als Cheftrainer auch als U-18 fort. Nach Saisonende verließ er die Admira nach dreieinhalb Jahren.
Zur Saison 2018/19 wurde Wegleitner Co-Trainer in der U-15-Mannschaft der Akademie des SK Rapid Wien. Zur Saison 2019/20 wechselte er dann zum Stadtrivalen FK Austria Wien, bei deren Zweitligamannschaft er Suchard als Co-Trainer unterstützen sollte. Das Duo führte die Young Violets vier Jahre an, ehe die Mannschaft 2023 aus der 2. Liga abstieg. Daraufhin verließen Suchard und Wegleitner den Verein. Wegleitner wurde anschließend zur Saison 2023/24 Cheftrainer des Zweitligaaufsteigers SV Stripfing. Mit den Niederösterreichern belegte er zur Winterpause den neunten Tabellenrang.
Im Jänner 2024 verließ er Stripfing und wechselte zurück zu Austria Wien, wo er Co-Trainer von Michael Wimmer im Bundesligateam wurde. Nach der Trennung von Wimmer wurde Wegleitner im Mai 2024 interimistisch Cheftrainer der Austria. Zur Saison 2024/25 wurde er dann von Stephan Helm abgelöst und wieder Co-Trainer.